# Avió de transport militar

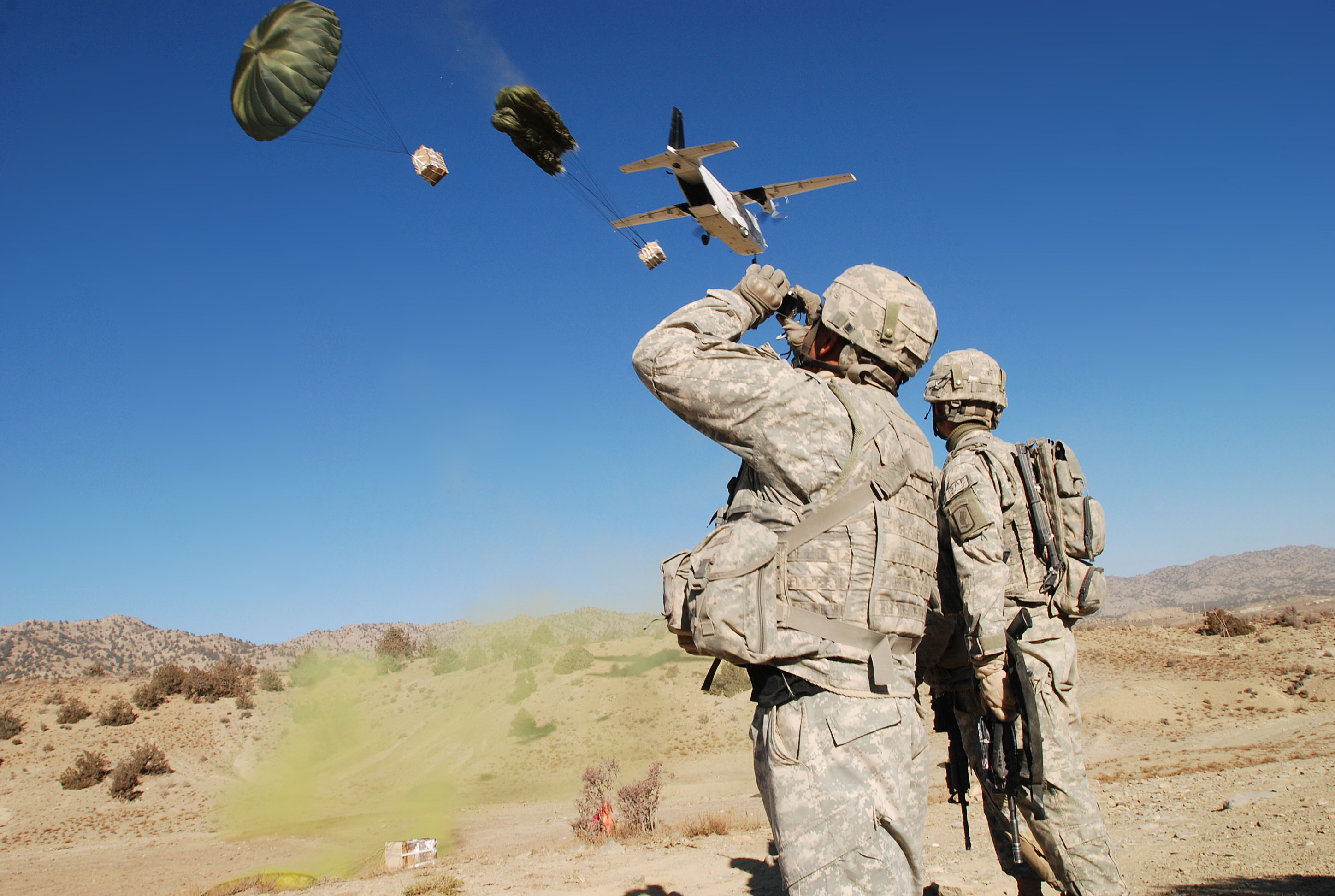
Un CASA C-212 llançant càrregues amb paracaigudes sobre Afganistan.

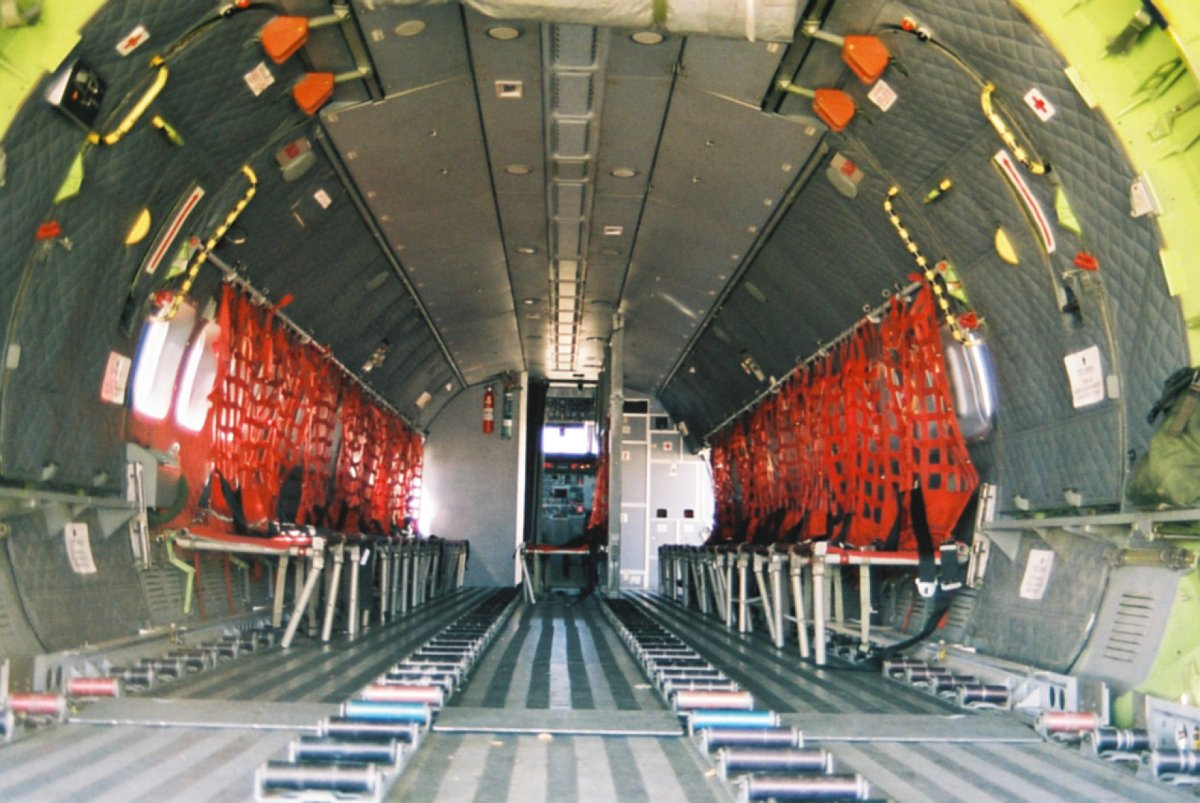
Interior del compartiment de càrrega d'un CASA CN-235.

Un Avió de transport militar és un avió de càrrega que té la capacitat de transportar càrrega i soldats al camp de batalla. Aquestes aeronaus tenen una bona capacitat de càrrega i poden realitzar llançaments de paracaigudistes i poden llençar càrregues amb paracaigudes, aquestes aeronaus estan equipades amb una rampa posterior operable en vol. Un altre característica d'aquestes aeronaus és l'ús de pneumàtics de baixa pressió, que els permeten operar en pistes curtes i poc preparades. Els avions que es fan servir en aquestes missions són aeronaus equipades amb motors de turbohèlice, llevat d'alguns aparells que estan equipats amb motors de propulsió a reacció.
Els avions de transport militar són avions de càrrega d'ala fixa que es fan servir per enviar tropes, armament i equipament, als indrets a on tenen lloc les operacions militars. Normalment son avions amb aparença de bombarders.
Algunes aeronaus de transport militar estan dissenyades per exercir múltiples missions com abastament en vol i transport tàctic, operacional i estratègic sobre pistes no preparades, o que han estat construïdes per enginyers.

## Segona guerra mundial
Els avions de transport militar van ser usats per desplegar les forces aerotransportades durant la Segona Guerra Mundial i per remolcar els planadors militars.

## Capacitat de càrrega
Segons la seva capacitat de càrrega es poden classificar en lleugers: entre 0 i 5 tones, mitjans: entre 5 i 15 tones, pesants: entre 15 i 30 tones. Hi ha aeronaus amb una capacitat de càrrega que està per sobre d'aquestes xifres, avions com l'Airbus A400M i l'Antónov An-70.

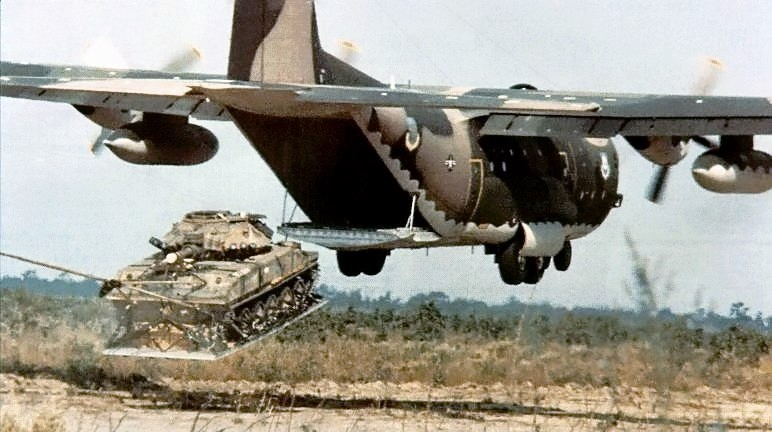
Un C-130 Hercules llançant un tanc lleuger M551 Sheridan.